# Wiktor Protopopow
Wiktor Pawłowicz Protopopow (ros. Виктор Павлович Протопопов, ur. 10 października?/22 października 1880 w Jurkach, zm. 29 listopada 1957) – ukraiński lekarz psychiatra, od 1935 roku członek Akademii Nauk Ukraińskiej SRR. Uczeń Władimira Biechtieriewa; twórca własnej szkoły psychopatologicznej. Autor ponad 100 prac.
Ukończył gimnazjum w Rostowie nad Donem, następnie studiował medycynę na Akademii Medyko-Chirurgicznej w Petersburgu. Od 1921 do 1923 roku profesor patologii na Uniwersytecie w Permie, od 1923 do 1941 na katedrze psychiatrii Uniwersytetu w Charkowie. Kierował tamtejszym Instytutem Psychoneurologicznym. Od 1944 roku na Uniwersytecie w Kijowie.
W rosyjskim piśmiennictwie psychiatrycznym spotyka się pojęcie zespołu (triady) Protopopowa (ros. Синдром Протопопова, триада Протопопова), określającego symptomokompleks towarzyszący chorobie afektywnej dwubiegunowej.